# Kujawsko-Pomorski Związek Szachowy

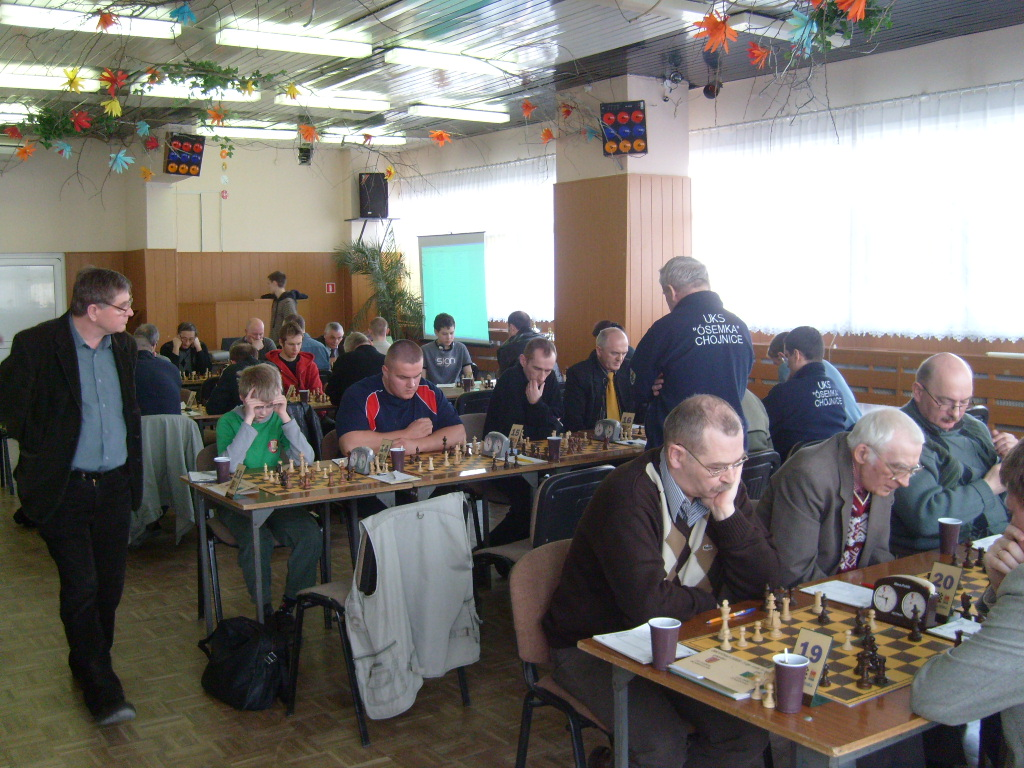
Finał rozgrywek o DMR KPZSzach 2008/09, Toruń 29.03.2009. Z lewej sędzia główny rozgrywek, Ulrich Jahr.

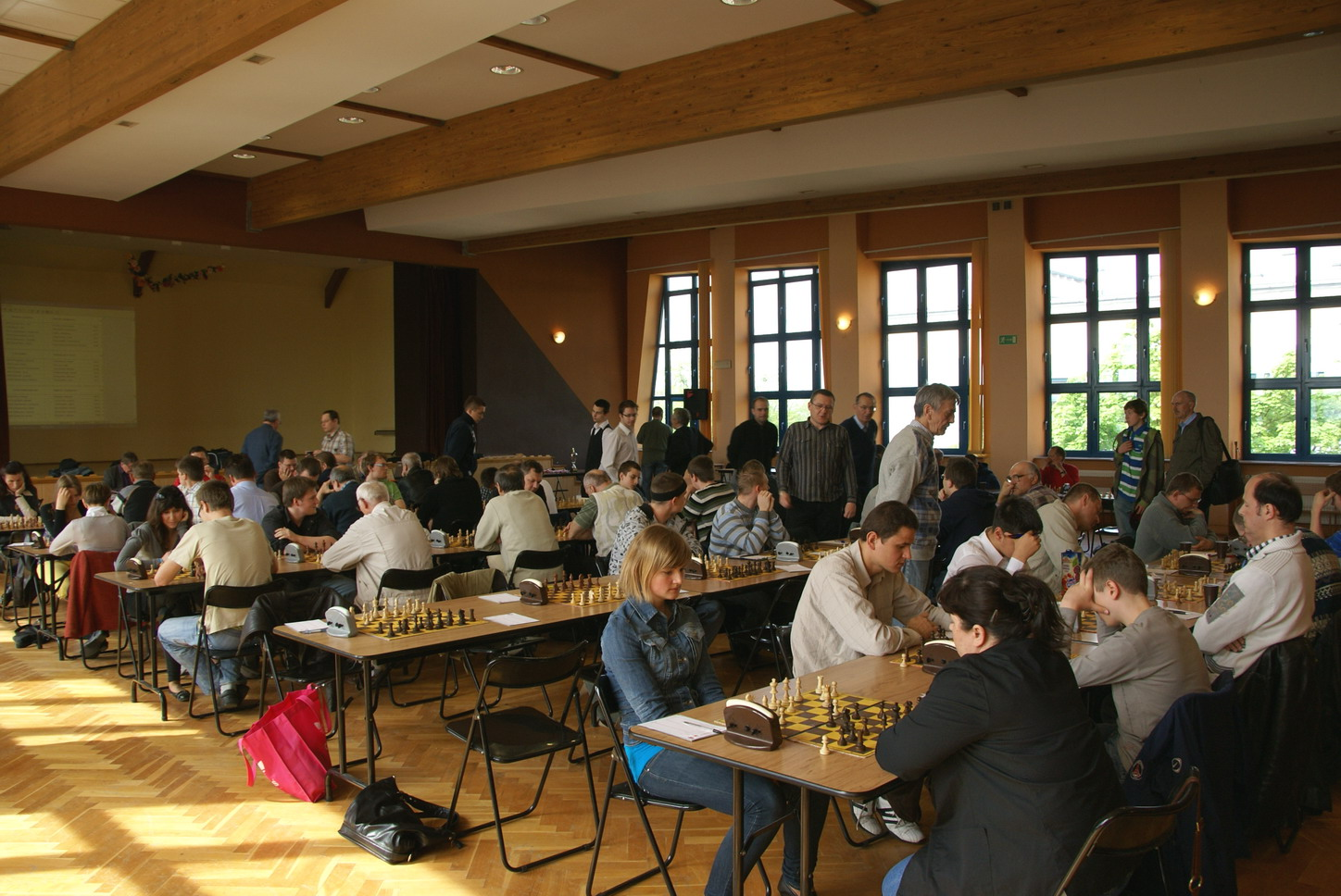
Finał rozgrywek o DMR KPZSzach 2009/10, Toruń 09.05.2010.

Kujawsko-Pomorski Związek Szachowy – szachowy związek sportowy obejmujący swoim działaniem obszar województwa kujawsko-pomorskiego.

## Historia
KPZSzach powstał w dniu 17 stycznia 1999 r. po wprowadzonej 1 stycznia tego roku reformie administracyjnej, w wyniku której powstało województwo kujawsko-pomorskie.
Wybrany Zarząd liczył 11 osób, zaś pierwszym Prezesem KPZSzach został Ulrich Jahr z Bydgoszczy. W Statucie Związku zapisano m.in. cele i środki działania oraz określono status Zarządu, jak również prawa i obowiązki jego członków.
Po 4 latach, w dniu 12 stycznia 2003 r. wybrano Zarząd KPZSzach II kadencji, którego Prezesem został Edward Turczynowicz z Bydgoszczy. Po roku działalności urzędujący Prezes zrezygnował z pełnionej funkcji i 25 kwietnia 2004 r. wybrano kolejny Zarząd, na czele którego stanął Andrzej Michalski z Torunia. Jednakże podczas próby rejestracji nowego Zarządu pojawiły się błędy proceduralne, dlatego konieczne okazało się przeprowadzenie Nadzwyczajnego Walnego Zebrania Wyborczego, który odbył się w 3 października 2004. Na zebraniu tym Prezesem ponownie został Andrzej Michalski, wybrano również 8-osobowy Zarząd. W dniu 20 stycznia 2008 r. odbyły się kolejne wybory, na których Prezesem wybrano Andrzeja Michalskiego, Kolejnym w historii Prezesem, został Benedykt Mroziński z Kowalewa Pomorskiego, który na to stanowisko został wybrany 14 stycznia 2012 roku.
Według stanu na dzień 16 stycznia 2012, w KPZSzach zarejestrowanych było 38 klubów oraz 1303 zawodników. W najpopularniejszych regionalnych rozgrywkach, Drużynowych Mistrzostwach Regionu, corocznie bierze udział kilkadziesiąt zespołów, które podzielone są na dwie klasy rywalizacji sportowej: III ligę regionalną (12 zespołów, system kołowy; zwycięska drużyna zdobywa awans do II ligi seniorów) oraz IV ligę regionalną (pozostałe zgłoszone zespoły [w sezonie 2011/12 - 27], system szwajcarski).
Siedziba KPZSzach mieści się w Toruniu, przy ulicy Słowackiego 118a.

## Prezesi KPZSzach

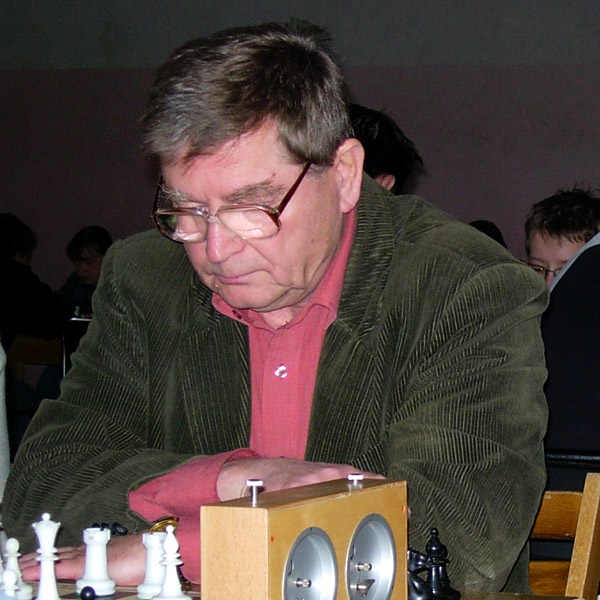
Ulrich Jahr (1999–2003)
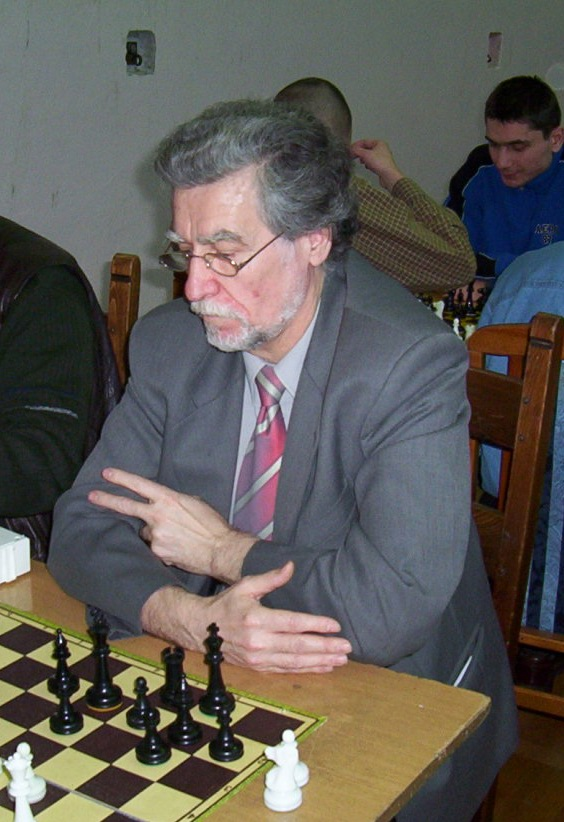
Edward Turczynowicz (2003–2004)
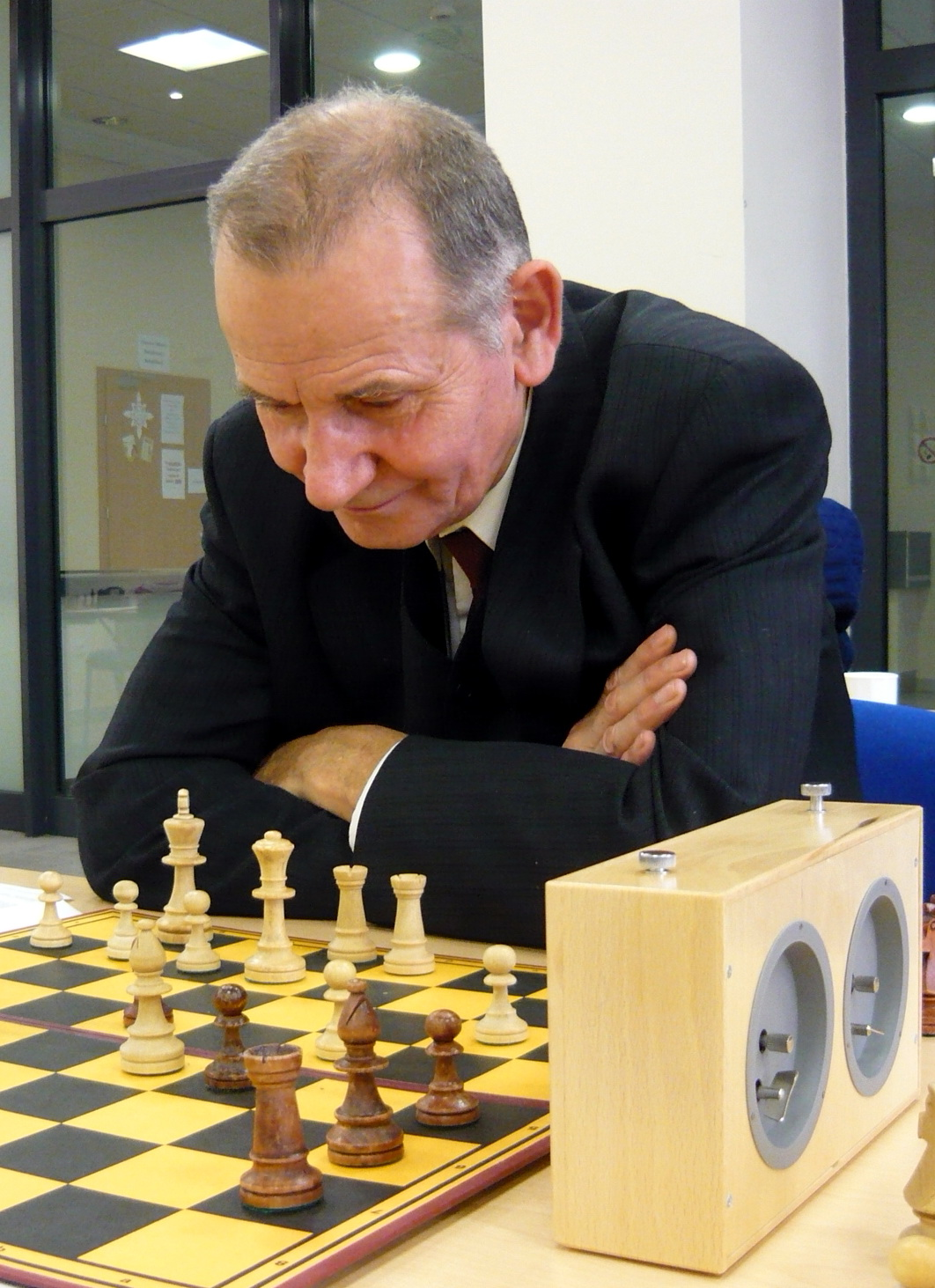
Andrzej Michalski (2004–2012)
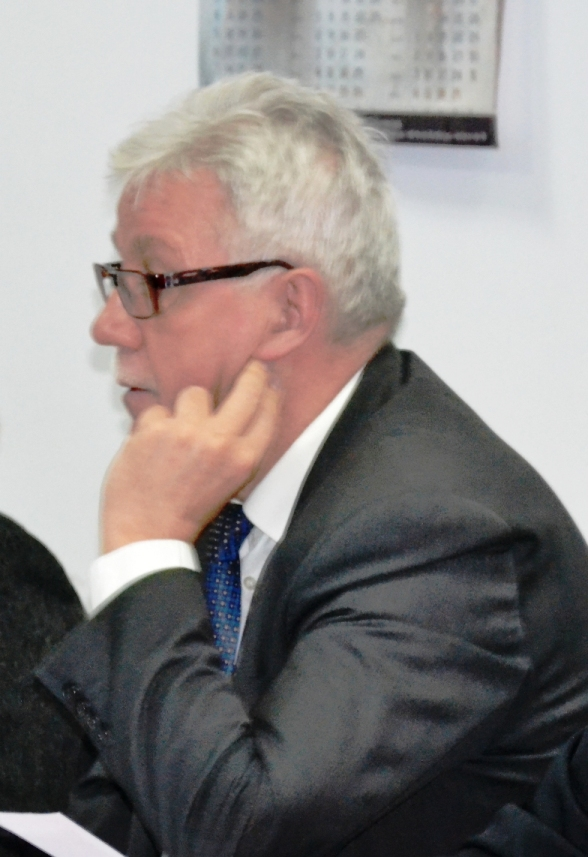
Benedykt Mroziński (2012–2016)
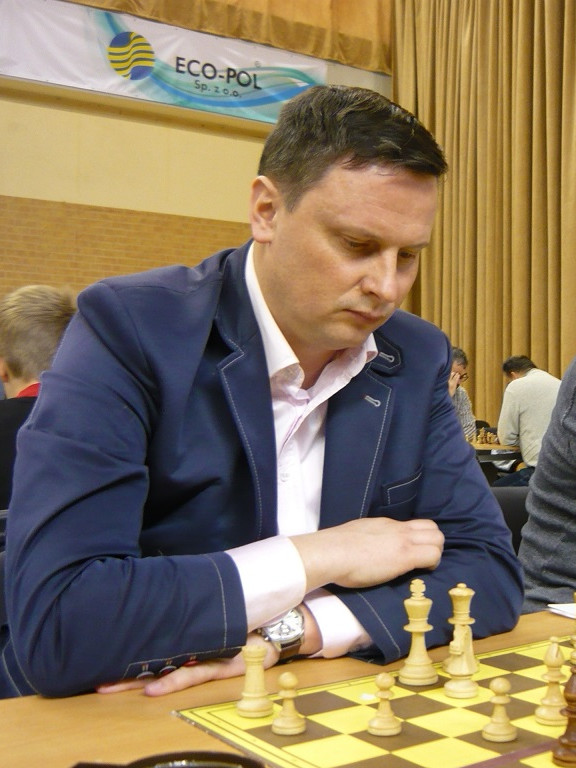
Jarosław Wiśniewski (od 2016)

## Indywidualni mistrzowie KPZSzach

### szachy klasyczne
| Rok  | Miasto         | Mężczyźni                                   | Kobiety                                     |
| ---- | -------------- | ------------------------------------------- | ------------------------------------------- |
| 1999 | Sępólno Kraj.  | Marek Olszewski (Chemik Bydgoszcz)          | Renata Bursa (MDK nr 1 Bydgoszcz)           |
| 2000 | Sępólno Kraj.  | Dawid Ziółkowski (EMDEK Bydgoszcz)          | Magdalena Zając (MDK nr 1 Bydgoszcz)        |
| 2001 | Żnin           | Marek Olszewski (Chemik Bydgoszcz)          | Maria Markiewicz (MKSzach Toruń)            |
| 2002 | Ciechocinek    | Adam Karbowiak (Baszta Żnin)                | Magdalena Zając (MDK nr 1 Bydgoszcz)        |
| 2003 | Solec Kuj.     | Przemysław Wiśniewski (Centrum Bydgoszcz)   | Monika Zembrzuska (Chemik Bydgoszcz)        |
| 2004 | Ciechocinek    | Andrzej Maciejewski (Łączność Bydgoszcz)    | Anna Stypczyńska (Łucznik Żołędowo)         |
| 2005 | Pólko          | Dmitrij Stec (Ukraina)                      | Edyta Wesołowska (Chemik Bydgoszcz)         |
| 2006 | Sępólno Kraj.  | Zbigniew Strzemiecki (Pocztowiec Poznań)    | Renata Bursa (MDK nr 5 Bydgoszcz)           |
| 2007 | Pieczyska      | Zbigniew Szymczak (Rotmistrz Grudziądz)     | Oktawia Kotula (EMDEK Bydgoszcz)            |
| 2008 | Żnin           | Karol Jaroch (Centrum Bydgoszcz)            | Oktawia Kotula (EMDEK Bydgoszcz)            |
| 2009 | Chełmża        | Karol Jaroch (Centrum Bydgoszcz)            | Hanna Garbowska (Gambit Świecie)            |
| 2010 | Żnin           | Andrij Maksymenko (Baszta Żnin)             | Monika Tarczykowska (OPP Toruń)             |
| 2011 | nie odbyły się | nie odbyły się                              | nie odbyły się                              |
| 2012 | Szubin         | Siergiej Chamicki (Białoruś)                | Irena Młodzińska (UKS SP3 Bogatynia)        |
| 2013 | Nakło          | Jakub Malczyk (Trzydziestka Olsztyn)        | Renata Paprocka (Wiatrak Bydgoszcz)         |
| 2014 | Inowrocław     | Tomasz Żebracki (MDK Nr 5 Bydgoszcz)        | –                                           |
| 2015 | Nakło          | Mirosław Gawroński (Kopernik Inowrocław)    | Ewelina Pyżewska (Gambit Świecie)           |
| 2016 | Szubin         | Krzysztof Żołnierowicz (Gambit Świecie)     | Ewelina Pyżewska (Gambit Świecie)           |
| 2017 | Szubin         | Jarosław Paprocki (Wiatrak Bydgoszcz)       | Angelika Leśniak (Gambit Świecie)           |
| 2018 | Toruń          | Mirosław Gawroński (KSz Hetman Płock)       | Wiktoria Sivickis (UKS OPP Toruń)           |
| 2019 | Toruń          | Konrad Drozdowski (UKS Rotmistrz Grudziądz) | -                                           |
| 2020 | Nakło          | Damian Śliwicki (UKS OPP Toruń)             | Zuzanna Siekańska (KSz Stilon Gorzów Wlkp.) |
| 2021 | Nakło          | Jarosław Paprocki (PKS Wiatrak Bydgoszcz)   | -                                           |
| 2022 | Mrocza         | Piotr Szybowicz (BKS Chemik Bydgoszcz)      | Ewa Karkowska (LUKS Feniks Mrocza)          |
| 2023 | Mrocza         | Jacek Jesse (MLKS Krajna Sępólno Kr.)       | -                                           |
| 2024 | Mrocza         | Andrei Jr Maksimenko (Zieloni Zielonka)     | Jolanta Wolak (KKSz Kraków)                 |

### szachy szybkie
| Rok  | Miasto    | Mężczyźni                                | Kobiety                                   |
| ---- | --------- | ---------------------------------------- | ----------------------------------------- |
| 1999 | Żnin      | Tomasz Trabszys (Apator Toruń)           | Monika Wiśniewska (MOS Żnin)              |
| 2000 | Świecie   | Dawid Ziółkowski (EMDEK Bydgoszcz)       | Agnieszka Tadych (EMDEK Bydgoszcz)        |
| 2001 | Bydgoszcz | Jan Kiedrowicz (Chemik Bydgoszcz)        | Renata Bursa (MDK nr 1 Bydgoszcz)         |
| 2002 | Żnin      | Rafał Borgula (MLKS Solec Kuj.)          | Monika Wiśniewska (Baszta Żnin)           |
| 2003 | Toruń     | Paweł Kukuła (Centrum Bydgoszcz)         | Anika Tadych (EMDEK Bydgoszcz)            |
| 2004 | Żnin      | Siergiej Szyłow (Toruń)                  | Justyna Skrochocka (studentka UMK Toruń)  |
| 2005 | Żnin      | Andrzej Maciejewski (Łączność Bydgoszcz) | Monika Zembrzuska (Chemik Bydgoszcz)      |
| 2006 | Chojnice  | Tomasz Pacuszka (Rotmistrz Grudziądz)    | Edyta Wesołowska (Chemik Bydgoszcz)       |
| 2007 | Chojnice  | Karol Jaroch (MDK nr 5 Bydgoszcz)        | Edyta Wesołowska (Chemik Bydgoszcz)       |
| 2008 | Żnin      | Karol Jaroch (MLKS Solec Kuj.)           | Renata Bursa (Torfarm-64 Toruń)           |
| 2009 | Żnin      | Karol Jaroch (Centrum Bydgoszcz)         | Renata Bursa (Torfarm-64 Toruń)           |
| 2010 | Włocławek | Mirosław Gawroński (AZS UMK Toruń)       | Renata Bursa (Wiatrak Bydgoszcz)          |
| 2011 | Toruń     | Karol Jaroch (MDK nr 1 Bydgoszcz)        | Edyta Wesołowska (Chemik Bydgoszcz)       |
| 2012 | Nakło     | Jan Kiedrowicz (Ósemka Chojnice)         | Izabela Siergiej (AZS UMK Toruń)          |
| 2013 | Nakło     | Krzysztof Żołnierowicz (Gambit Świecie)  | Edyta Wesołowska (Chemik Bydgoszcz)       |
| 2014 | Nakło     | Łukasz Licznerski (Chemik Bydgoszcz)     | Aleksandra Łosińska (MDK Nr 5 Bydgoszcz)  |
| 2015 | Barcin    | Andrij Maksymenko (ŻTMS Baszta Żnin)     | Oliwia Skorupa (UKS Rotmisztrz Grudziądz) |
| 2016 | Świecie   | Radosław Gajek (UKS Rotmistrz Grudziądz) | Renata Paprocka (Wiatrak Bydgoszcz)       |
| 2017 | Świecie   | Karol Jaroch (UKS Fala Świekatowo)       | Renata Paprocka (Wiatrak Bydgoszcz)       |
| 2019 | Świecie   | Krzysztof Żołnierowicz (Gambit Świecie)  | Angelika Leśniak (KSz Gambit Świecie)     |
| 2021 | Pruszcz   | Marek Kubicki (UKS Gambit Toruń)         | Aleksandra Dąbrowska (UKS Gambit Toruń)   |
| 2022 | Szubin    | Jakub Jóźwicki (PKS Wiatrak Bydgoszcz)   | Aleksandra Dąbrowska (UKS Gambit Toruń)   |
| 2023 | Szubin    | Jakub Jóźwicki (PKS Wiatrak Bydgoszcz)   | Aleksandra Dąbrowska (UKS Gambit Toruń)   |
| 2024 | Szubin    | Karol Kacprzak (UKS Rodło Opole)         | Rocławska Julia (BKS Chemik Bydgoszcz)    |
| 2025 | Szubin    | Szymon Zając (BKS Chemik Bydgoszcz)      | Kornelia Sivickis (AZS UMK Toruń)         |

### szachy błyskawiczne
| Rok  | Miasto      | Mężczyźni                                            | Kobiety                                         |
| ---- | ----------- | ---------------------------------------------------- | ----------------------------------------------- |
| 1999 | Bydgoszcz   | Łukasz Światłowski (Apator Toruń)                    | Monika Wiśniewska (MOS Żnin)                    |
| 2000 | Włocławek   | Adam Karbowiak (Gambit Świecie)                      | Anika Tadych (EMDEK Bydgoszcz)                  |
| 2001 | Solec Kuj.  | Rafał Lewandowski (Centrum Bydgoszcz)                | Monika Wiśniewska (Baszta Żnin)                 |
| 2002 | Ciechocinek | Paweł Kukuła (Centrum Bydgoszcz)                     | Agnieszka Tadych (EMDEK Bydgoszcz)              |
| 2003 | Bydgoszcz   | Krzysztof Żołnierowicz (Torfarm-64 Toruń)            | Magdalena Zając (MDK nr 1 Bydgoszcz)            |
| 2004 | Bydgoszcz   | Mariusz Mazalon (Chemik Bydgoszcz)                   | Justyna Skrochocka (studentka UMK Toruń)        |
| 2005 | Bydgoszcz   | Leonid Gorin (Debiut Kaliningrad)                    | Tatjana Kriestianowa (Debiut Kaliningrad)       |
| 2006 | Nakło       | Tomasz Rybak (Gambit Świecie)                        | Edyta Wesołowska (Chemik Bydgoszcz)             |
| 2007 | Nakło       | Marek Kosiorek (Rotmistrz Grudziądz)                 | Monika Wiśniewska (Baszta Żnin)                 |
| 2008 | Bydgoszcz   | Karol Jaroch (MLKS Solec Kuj.)                       | Anika Tadych (Łucznik Żołędowo)                 |
| 2009 | Toruń       | Paweł Kukuła (Rotmistrz Grudziądz)                   | Renata Bursa (Torfarm-64 Toruń)                 |
| 2010 | Bydgoszcz   | Krzysztof Żołnierowicz (AZS UMK Toruń)               | Irena Młodzińska (Krajan NOK Nakło)             |
| 2011 | Toruń       | Andrij Maksymenko (Baszta Żnin)                      | Edyta Wesołowska (Chemik Bydgoszcz)             |
| 2012 | Bydgoszcz   | Krzysztof Lewandowski (Pocztowiec Bydgoszcz)         | Halina Filipek (Rotmistrz Grudziądz)            |
| 2013 | Chełmża     | Karol Jaroch (Pocztowiec Bydgoszcz)                  | Edyta Wesołowska (Chemik Bydgoszcz)             |
| 2014 | Szubin      | Karol Jaroch (UKS "Fala" Świekatowo)                 | Renata Paprocka (Wiatrak Bydgoszcz)             |
| 2015 | Inowrocław  | Krzysztof Żołnierowicz (Gambit Świecie)              | Zuzanna Borkowska (MKS EMDEK Bydgoszcz)         |
| 2016 | Świecie     | Łukasz Licznerski (SzUKS Gostmat 83 Gostynin)        | Zuzanna Borkowska (MKS EMDEK Bydgoszcz)         |
| 2017 | Nakło       | Damian Śliwicki (UKS OPP Toruń)                      | Renata Paprocka (Wiatrak Bydgoszcz)             |
| 2018 | Szubin      | Karol Jaroch (SSz Gminy Pawłowice)                   | Zuzanna Borkowska (MKS EMDEK Bydgoszcz)         |
| 2019 | Szubin      | Mateusz Brzeziński (UKS MDK Nr 1 - Hetman Bydgoszcz) | Monika Rykała (MTSz Mińsk Mazowiecki)           |
| 2020 | Szubin      | Oskar Górniewicz (AZS UMK Toruń)                     | Aleksandra Dąbrowska (BKS Chemik Bydgoszcz)     |
| 2021 | Szubin      | Antoni Paprocki (Gens una Sumus Kraków)              | Anna Mackiewicz (AZS UMK Toruń)                 |
| 2022 | Szubin      | Kacper Kacprzak (UKS Rodło Opole)                    | Anna Mackiewicz (AZS UMK Toruń)                 |
| 2023 | Bydgoszcz   | Kacper Kacprzak (UKS Rodło Opole)                    | Ewa Barwińska (KTS Kalisz)                      |
| 2024 | Bydgoszcz   | Piotr Brodowski (BKS Chemik Bydgoszcz)               | Aleksandra Michalska (UKS TSz Zieloni Zielonka) |
| 2025 | Bydgoszcz   | Piotr Brodowski (BKS Chemik Bydgoszcz)               | Weronika Śliwicka (UKS OPP Toruń)               |

## Drużynowi mistrzowie KPZSzach

### szachy klasyczne
| Sezon     | Drużyna               |
| --------- | --------------------- |
| 1999/2000 | MDK nr 1 Bydgoszcz    |
| 2000/2001 | Centrum Bydgoszcz     |
| 2001/2002 | EMDEK Bydgoszcz       |
| 2002/2003 | AZS AB Bydgoszcz      |
| 2003/2004 | MLKS Solec Kuj.       |
| 2004/2005 | Leszczyński Włocławek |
| 2005/2006 | Apator Toruń          |
| 2006/2007 | MDK nr 5 Bydgoszcz    |
| 2007/2008 | AZS UMK Toruń         |
| 2008/2009 | KSz Torfarm-64 Toruń  |
| 2009/2010 | Ósemka Chojnice       |
| 2010/2011 | Rotmistrz Grudziądz   |
| 2011/2012 | Chemik II Bydgoszcz   |
| 2012/2013 | Pocztowiec Bydgoszcz  |
| 2013/2014 | Wiatrak Bydgoszcz     |
| 2014/2015 | Gambit Świecie        |

### szachy szybkie
| Rok  | Miasto         | Mężczyźni            | Kobiety                                          |
| ---- | -------------- | -------------------- | ------------------------------------------------ |
| 2004 | Solec Kuj.     | Baszta Żnin          |                                                  |
| 2005 | Solec Kuj.     | MDK nr 5 Bydgoszcz   |                                                  |
| 2006 | Solec Kuj.     | Gambit Świecie       |                                                  |
| 2007 | Szubin         | AZS UMK Toruń        |                                                  |
| 2008 | Chełmża        | Centrum Bydgoszcz    | Torfarm-64 Toruń                                 |
| 2009 | Toruń          | Chemik Bydgoszcz     | Promień Kowalewo – OPP Toruń (skład kombinowany) |
| 2010 | Bydgoszcz      | Chemik Bydgoszcz     | Pocztowiec Bydgoszcz                             |
| 2011 | Bydgoszcz      | MDK nr 1 Bydgoszcz   | Chemik Bydgoszcz                                 |
| 2012 | Bydgoszcz      | MDK nr 1 Bydgoszcz   | Pocztowiec Bydgoszcz                             |
| 2013 | Szubin         | Pocztowiec Bydgoszcz | Gambit Świecie                                   |
| 2014 | nie odbyły się | nie odbyły się       | nie odbyły się                                   |

### szachy błyskawiczne
| Rok  | Miasto      | Mężczyźni           | Kobiety             |
| ---- | ----------- | ------------------- | ------------------- |
| 1999 | Bydgoszcz   | Chemik Bydgoszcz    | –                   |
| 2000 | Włocławek   | Gambit Świecie      | MDK nr 1 Bydgoszcz  |
| 2001 | Solec Kuj.  | Centrum Bydgoszcz   | MDK nr 1 Bydgoszcz  |
| 2002 | Ciechocinek | Baszta Żnin         | EMDEK Bydgoszcz     |
| 2003 | Bydgoszcz   | Torfarm-64 Toruń    | EMDEK Bydgoszcz     |
| 2004 | Bydgoszcz   | Baszta Żnin         | Studentki UMK Toruń |
| 2005 | Bydgoszcz   | Debiut Kaliningrad  | Baszta Żnin         |
| 2006 | Nakło       | MDK nr 5 Bydgoszcz  | Łucznik Żołędowo    |
| 2007 | Nakło       | MDK nr 5 Bydgoszcz  | Chemik Bydgoszcz    |
| 2008 | Bydgoszcz   | Rotmistrz Grudziądz | Rotmistrz Grudziądz |
| 2009 | Toruń       | Chemik Bydgoszcz    | EMDEK Bydgoszcz     |
| 2010 | Bydgoszcz   | AZS UMK Toruń       | –                   |
| 2011 | Toruń       | Baszta Żnin         | Chemik Bydgoszcz    |
| 2012 | Bydgoszcz   | Chemik Bydgoszcz    | Chemik Bydgoszcz    |
| 2013 | Chełmża     | MDK nr 1 Bydgoszcz  | –                   |
| 2014 | Szubin      | Rotmistrz Grudziądz | –                   |